# سلوى عيد ناصر
سلوى عيد ناصر (مواليد 23 مايو 1998)، هي عداءة متوسطة المسافات بحرينية الجنسية ونيجيرية المولد، متخصصة في سباقات 400 متر. حصلت على الميدالية الذهبية في بطولة العالم لألعاب القوى للشباب عام 2015 ودورة الألعاب العسكرية عام 2015. حققت أفضل رقم قياسي لها بزمن 51.39 ثانية.

## المسيرة الرياضية
وُلدت سلوى عيد ناصر في نيجيريا لأم نيجيرية وأب بحريني، وانتقلت إلى بلد والدها الأصلي وهي طفلة. بدأت تظهر موهبتها في عمر الحادية عشرة خلال المدرسة، وركزت على سباقات 400 متر. ومن مقرها في الرفاع بمحافظة البحرين الجنوبية، حققت أول نجاح لها في البطولة العربية لألعاب القوى للشباب عام 2014، حيث نالت الميدالية الذهبية في سباقي 200 و400 متر. عقب هذا الإنجاز، قررت الانخراط بجدية أكبر في الرياضة، وحطمت رقمها القياسي الشخصي بزمن 54.50 ثانية في التصفيات الآسيوية لدورة الألعاب الأولمبية الصيفية للشباب 2014. واصلت تحسين أدائها في دورة الألعاب الأولمبية للشباب، حيث سجلت زمن 53.95 ثانية في الجولة الأولى، وأنهت السباق وصيفة خلف الأسترالية جيسيكا ثورنتون التي حققت 52.74 ثانية.
بدأت سلوى التدريب تحت إشراف الرياضي البلغاري السابق يانكو براتانوف، الذي يدرب أيضاً مواطنتها كيمي أديكويا. في أوائل عام 2015، سجلت أرقاماً قياسية وطنية للناشئين بزمن 11.70 ثانية في سباق 100 متر و23.03 ثانية في سباق 200 متر خلال تواجدها في بلغاريا. أثبتت تفوقها في آسيا بحصولها على الميدالية الذهبية في بطولة آسيا لألعاب القوى للشباب 2015، ثم برهنت على كفاءتها عالمياً بفوزها بالميدالية الذهبية في بطولة العالم للشباب لألعاب القوى 2015. رغم بداية السباق الهادئة، تفوقت على المرشحة الأولى الأمريكية لينا إيربي في المراحل الأخيرة بزمن 51.50 ثانية. شاركت سلوى في السباق وهي ترتدي الحجاب، وأقيم النهائي بعد شهر رمضان مما سمح لها بالتغذية بشكل طبيعي، بعد أن كانت صائمة خلال التصفيات. بهذا الفوز، أصبحت ثاني رياضية بحرينية تحرز لقباً عالمياً بعد مريم جمال. كما أثنى حامل الرقم القياسي العالمي في العشاري، أشتون إيتون، على أسلوب ركضها، مما دفعه لتغطية نفقات تدريبها لمدة ثلاثة أيام معه.
في أكتوبر 2015، شاركت سلوى في أول بطولة على مستوى الكبار خلال دورة الألعاب العسكرية، متنافسة مع الأولمبيتين بيانكا رازور وناتاليا بيهيدا. استطاعت الفوز بسباق 400 متر بزمن 51.39 ثانية، لتصبح أصغر فائزة في تاريخ البطولة.

## الإنجازات
| العام | البطولة                             | الملعب                   | المركز | السباق              | الزمن         |
| ----- | ----------------------------------- | ------------------------ | ------ | ------------------- | ------------- |
| 2014  | البطولة العربية لألعاب القوى للشباب | القاهرة، مصر             | 1      | 200 متر             | 24.61 ثانية   |
| 2014  | البطولة العربية لألعاب القوى للشباب | القاهرة، مصر             | 1      | 400 متر             | 55.72 ثانية   |
| 2014  | الألعاب الأولمبية الصيفية للشباب    | نانجينغ، الصين           | 2      | 400 متر             | 52.74 ثانية   |
| 2015  | بطولة آسيا لألعاب القوى للشباب      | الدوحة، قطر              | 1      | 400 متر             | 53.02 ثانية   |
| 2015  | بطولة العالم للشباب لألعاب القوى    | كالي، كولومبيا           | 1      | 400 متر             | 51.50 ثانية   |
| 2015  | دورة الألعاب العسكرية               | مونغيونغ، كوريا الجنوبية | 1      | 400 متر             | 51.39 ثانية   |
| 2017  | بطولة العالم لألعاب القوى           | لندن، المملكة المتحدة    | 2      | 400 متر             | 50.06 ثانية   |
| 2018  | دورة الألعاب الآسيوية               | جاكرتا، اندونيسيا        | 1      | 400 متر             | 50.09 ثانية   |
| 2018  | دورة الألعاب الآسيوية               | جاكرتا، اندونيسيا        | 1      | 400 متر تتابع مختلط | 3:11.89 دقائق |

## روابط خارجية
- سلوى عيد ناصر على موقع الاتحاد الدولي لألعاب القوى (الإنجليزية)
- سلوى عيد ناصر على موقع الدوري الماسي (الإنجليزية)
- سلوى عيد ناصر على موقع اللجنة الأولمبية الدولية (الإنجليزية)
- سلوى عيد ناصر على موقع أوليمبيديا (الإنجليزية)